# Physocypria bullata
Physocypria bullata är en kräftdjursart som beskrevs av Vavra 1898. Physocypria bullata ingår i släktet Physocypria och familjen Cyprididae. Inga underarter finns listade i Catalogue of Life.